# Vanity Fair (pel·lícula de 1911)
Vanity Fair és una pel·lícula muda de la Vitagraph dirigida per Charles Kent i protagonitzada per Helen Gardner. La pel·lícula, basada en la novel·la homònima de Tackeray es va estrenar el 19 de desembre del 1911.

## Argument
Amelia Sedley i la senyoreta Becky Sharpe tornen de l'internat. Becky és una coqueta incorregible i el descarat Joseph Sedley s'enamora desesperadament d'ella. Ell la porta als Vauxhall Gardens on es posa en ridicul i es nega a concertar una altra cita amb Becky l'endemà i marxa cap a Escòcia per fugir de les astúcies de la noia. Amelia lliura a Becky una carta de Sir Pitt Crawley que li demana que es trobin aviat a Queen's Crawley. L'endemà al matí marxa cap a casa de Sir Pitt com a institutriu, on coneix a Rawdon Crawley, capità de l'exèrcit anglès i fill petit de Sir Pitt, que s'enamora d'ella i malgrat el rebuig de la família es casa amb ella.
Després del seu matrimoni, Becky i Rawdon Crawley van a viure en un allotjament molt elegant a Mayfair on els visiten els amics militars de Crawley: El capità Dobbin que arriba amb Amelia Osborne i el seu marit, el tinent Osborne, que queda fascinat per la senyora Crawley. Una setmana més tard la parella marxa cap a Brussel·les on assisteixen a un ball donat per la duquessa de Richmond. Allà Becky coneix el marquès de Steyn i els arriba la notícia de la batalla de Waterloo. Els militars es dirigeixen cap al camp de batalla on el tinent Osborne és mort. Un mes després de la batalla, Becky Crawley recorre a Lord Steyne, que l'ajuda financerament davant la ruïna econòmica provocada per malbaratament i l'afició al joc de la parella amb la intenció d'aconseguir la noia. Al final, Crawley queda molt endeutat a les taules de jocs de Lord Steyne i aquest es fa tancar a la presó.
El coronel Rawdon Crawley escriu una nota per a la seva dona demanant-li que recapti diners per permetre la seva sortida de la presó. Ella s'excusa dient que està malalta, però escriu a Lord Steyne implorant clemència pel seu marit, signant "Afectuosament, Becky". El coronel Crawley, desesperat, escriu al seu germà demanant ajuda cosa que s'afanya a fer. Rawdon va immediatament als apartaments de la dona i la troba amb Lord Steyne, a qui ell estrangula, i abandona Becky per sempre. El major William Dobbin es casa amb Amelia Osborne i s'assabenten de la caiguda de Becky. La visiten en la seva desgràcia i ella rebutja la seva ajuda.

## Repartiment
- Helen Gardner (Becky Sharp)
- William V. Ranous (Lord Steyne)
- John Bunny (Joseph Sedley)
- Harry Northrup (capità Rowden Crawley)
- Alec B. Francis (Pitt Crawley)
- Leo Delaney (George Osborne)
- Tefft Johnson (capità Dobbin)
- Kate Price (Miss Crawley)
- William Shea (Sir Pitt Crawley)
- Charles Kent (John Sedley)
- Mrs. B.F. Clinton (Mrs. Sedley)
- Rose Tapley (Amelia Sedley)
- Herman Rogers (general Tufto)[4]
- William R. Dunn (Mr. Moss)
- Ferris Harcourt (jove Moss)
- Florence Ashbrooke	(Nancy)
- Ruth D. Blake (duquessa de Richmond)
- Robert Taber (ajuda de camp)
- Harry Mayo (sheriff)
- Robert Gaillard (subhastador)
- Richard Storey (repartidor)